# Cureglia
Cureglia je obec ve švýcarském kantonu Ticino, okresu Lugano. Žije zde přibližně 1 400 obyvatel.

## Geografie
Obec leží v nadmořské výšce 430 m, asi 4 km severně od největšího města kantonu, Lugana.
Sousedními obcemi jsou Origlio na severu, Comano na východě, Porza a Vezia na jihu a Lamone a Cadempino na západě.

## Historie

Letecký pohled (1946)

První písemná zmínka o obci pochází z roku 1335 jako Curea či Curilia. Farní kostel San Cristoforo je doložen již v roce 1420 a v 19. století byl přestavěn, kaple Santa Maria del Buon Consiglio pochází z 18. století. V roce 1468 se Comano, k němuž Cureglia patřila, oddělilo od farnosti Lugano. Samostatnou farností se Cureglia stala až v roce 1594.

## Obyvatelstvo a hospodářství
| Rok            | 1696 | 1769 | 1801 | 1850 | 1900 | 1950 | 2000 | 2010 | 2020 |
| Počet obyvatel | 200  | 218  | 175  | 277  | 304  | 335  | 1219 | 1312 | 1421 |

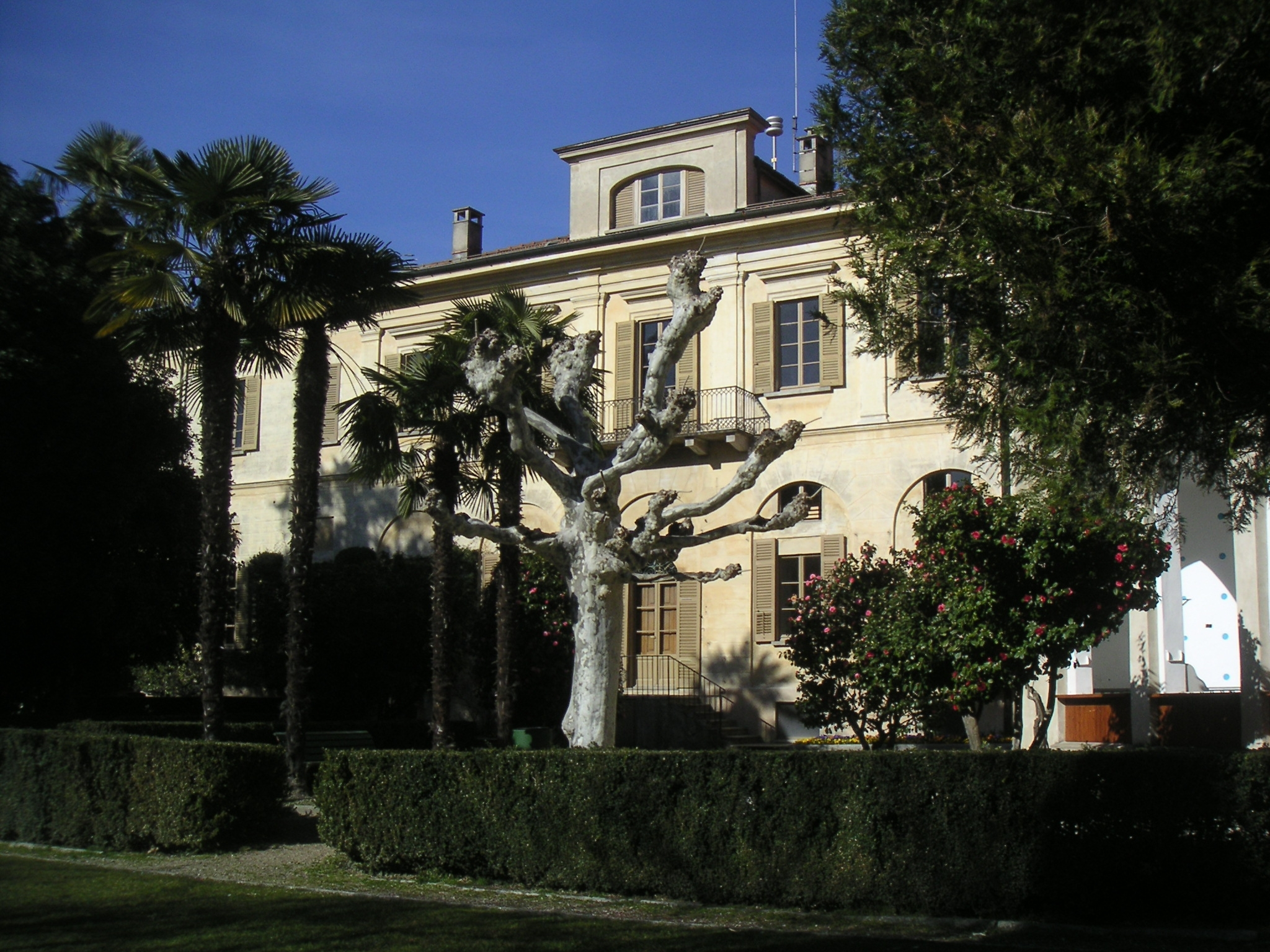
Vila Rusca

V zemědělské obci, kde se pěstuje víno a provozuje sýrárna, se nacházejí obytné budovy, které nechaly v 16. a 17. století postavit bohaté rodiny. Postupná urbanizace oblasti kolem Lugana a zřízení televizních studií v Comanu přispěly k rychlému nárůstu počtu obyvatel: mezi lety 1950 a 2000 se počet obyvatel zčtyřnásobil; obytné budovy vyrostly i mimo staré centrum obce.

## Doprava
Obsluhu obce veřejnou dopravou zajišťují linky postbusu.
Nejbližší železniční stanice se nachází v Lamone-Cadempino nebo v Luganu na Gotthardské dráze.